# Таємне життя сатаніста
Та́ємне життя сатаніста (англ. The Secret Life of a Satanist) — авторизована біографія засновника Церкви Сатани Антона Шандора ЛаВея, написана його дружиною Бланш Бартон, колишньою верховною жрицею Церкви. Книгу було вперше видруковано видавництвом Feral House в 1990 році. За твердженнями спеціалістів, книга є найвідомішим звітом про життя ЛаВея, хоча низка дослідників ставить її під сумнів, а донька ЛаВея назвала її «збіркою вигадок» (англ. catalogue of lies).

## Присвята та подяка
Цю книгу присвячено Антонові Шандору ЛаВею - суворому критикові, вимогливому вчителю та людині, яка до самої своєї смерті лишиться для мене хвилюючою таємницею.
Тисячі подяк Бертонові Вулфу, першопрохідцеві, за книгу «Диявол, що мститься». Ще я хотіла б подякувати Біллові Денслі та Велорові Маккензі за те, що вони підтримували та допомагали як з цим проектом, так й з багатьма попередніми. Вони завжди вірили в мене.

## Зміст
Зміст книги розділено на п'ять частин, які в свою чергу розподіляються на 20 глав. П'ята частина книги є додатком, який містить головні концепції та програми філософії сатанізму. На початку книги пропонується невеликий вступ, названий Яка це людина?. Перед багатьма главами читачеві пропонуються різноманітні цитати як відомих письменників та філософів (в тому числі й самого ЛаВея), так й персонажів художніх творів, журналістів та музикантів. (Такі цитати відсутні в главах № 1, 2, 4, 5, 7, 8, 10, 11 та 15.)
Вступ
- Яка це людина?

Частина I. Передісторія
- Глава 1. Сатаністами народжуються, а не стають
- Глава 2. Ніколи не допомагай ліліпутові тягнути слонову балію
- Глава 3. «Містер, я був створений для цього»
- Глава 4. Ночі з Мерилін Монро
- Глава 5. Потвори, які прокрадаються крізь ніч
- Глава 6. Вальпургієва ніч, 1966

Частина II. Церква Сатани
- Глава 7. Двір червоного короля
- Глава 8. Диявол та свята Джейн
- Глава 9. Адвокат Диявола

Частина III. Диявольське знання
- Глава 10. Життя на краєві світу
- Глава 11. Музика як некромантія
- Глава 12. Пекло на бобінах
- Глава 13. Кути безумства
- Глава 14. Відьомський шабаш
- Глава 15. Мазохистська Америка
- Глава 16. Гуманоїди прийдуть!
- Глава 17. Прокляття та збіги

Частина IV. Сучасний Сатанізм
- Глава 18. Друга хвиля сатанізму
- Глава 19. Невидима революція
- Глава 20. Найзліша людина у Всесвіті

Частина V. Додатки
- Словник термінів ЛаВея
- Дев'ять положень сатанізму
- Одинадцять сатанинських правил на Землі
- Дев'ять сатанинських гріхів
- Церква Сатани, Глашатай Космічної Радості
- Як стати перевертнем: Засади лікантропічного метаморфоза (засади та їх застосування)
- Пентагональний ревізіонізм: Програма з п'яти пунктів
- Гімн Сатанинської Імперії, або Бойовий Гімн Апокаліпсису

## Видання
- Бланш Бартон. Тайная жизнь сатаниста. Авторизованная биография Антона ЛаВея. — Ультра. Культура, 2004. — 400 p. — 3000 прим. — ISBN 5-98042-046-0.
- Бланш Бартон. Тайная жизнь сатаниста. Авторизованная биография Антона ЛаВея. — Ультра. Культура, 2006. — 416 p. — 1500 прим. — ISBN 5-9681-0081-8.